# Мариновский сельский округ
Мари́новский се́льский окру́г (каз. Мариновка ауылдық округі) — административная единица в составе Атбасарского района Акмолинской области Республики Казахстан.
Административный центр — село Мариновка.

## География
Сельский округ расположен в северо-восточной части района, граничит:
- на востоке и юго-востоке с Астраханским районом,
- на юго-западе с Тельманским сельским округом,
- на западе с сельским округом Бастау,
- на севере с Сандыктауским районом.

Через территорию сельского округа проходит автодорога республиканского значения М36 «Граница РФ (на Екатеринбург) — Алматы, через Костанай, Астана, Караганда» и Южносибирская магистраль.
Протекает река Ишим — которая образует южные границы округа.

## История
В 1989 году существовал как — Мариновский сельсовет (сёла Мариновка и Митрофановка).
В периоде 1991—1999 годов:
- сельсовет был преобразован в сельский округ в соответствии с реформами административно-территориального устройства Республики Казахстан.
- село Митрофановка было переименовано в село Бейис Хазирет

Постановлением акимата Акмолинской области от 10 декабря 2009 года № а-13-532 и решением Акмолинского областного маслихата от 10 декабря 2009 года № 4С-19-5 «Об упразднении и преобразовании некоторых населенных пунктов и сельских округов Акмолинской области по Аккольскому, Аршалынскому, Астраханскому, Атбасарскому, Енбекшильдерскому, Зерендинскому, Есильскому, Целиноградскому, Шортандинскому районам» (зарегистрированное Департаментом юстиции Акмолинской области 20 января 2010 года № 3344):
- в состав Мариновского сельского округа была включена станция Адыр, из упразднённого Адырского сельского округа.

## Население
| Численность населения | Численность населения | Численность населения |
| 1989                  | 1999                  | 2009                  |
| --------------------- | --------------------- | --------------------- |
| 5239                  | ↘4331                 | ↘3485                 |

## Состав
| № | Населённый пункт | Тип населённого пункта       | Население, 1989 | Население, 1999 | Население, 2009 |
| - | ---------------- | ---------------------------- | --------------- | --------------- | --------------- |
| 1 | Адыр             | станция                      | 830             | 770             | 643             |
| 2 | Бейис Хазирет    | село                         | 624             | 553             | 461             |
| 3 | Мариновка        | село, административный центр | 4 615           | 3 778           | 3 024           |

## Местное самоуправление
Аппарат акима Мариновского сельского округа — село Мариновка, улица Жеңіс, 61А.
- Аким сельского округа — Темирбеков Жанайдар Отегенович[7].